# Tour de Faso
O Tour de Faso (oficialmente: Tour du Faso) é uma carreira ciclista profissional por etapas que se disputa na Burquina Fasso, no final do mês de outubro.
A prova disputa-se desde 1987 ininterruptamente por estradas desta antiga colónia francesa, primeiro na categoria 2.5 (última categoria do profissionalismo) e desde a criação dos Circuitos Continentais UCI em 2005 pertence ao Circuito Continental da UCI para África (UCI Africa Tour) dentro da categoria 2.2 (igualmente última categoria do profissionalismo).
Consta de dez etapas. Tradicionalmente a prova conclui na capital do país, Uagadugu.
Pese ao mau estado das estradas do país, a grande maioria de quilómetros decorrem por estradas pavimentadas. No entanto, as imagens mais associadas a esta prova são as dos quilómetros que decorrem pelos poerentos caminhos de areia do país. Uma das grandes dificuldades da prova são as altas temperaturas (algumas vezes superiores aos 45º) que os ciclistas têm que suportar.
Normalmente participam na prova as melhores equipas da África e alguns do UCI Europe Tour (circuito continental europeu). A prova costuma estar dominada pelos ciclistas europeus que, em procura de oportunidades nas grandes equipas, vão à rodada africana pelo seu prestígio e notoriedade. Ainda assim boa quantidade de vitórias fica no continente africano, devido às condições climatológicas antes mencionadas, contribuindo assim a aumentar o nível ciclista do continente.
Até ao 2008 esteve organizada por Amaury Sport Organisation (ASO), a mesma empresa que organiza outras grandes carreiras como o Tour de France, Paris-Roubaix, Flecha Valona, Liège-Bastogne-Liège, Dauphiné Libéré e de outros desportos como a carreira do Rali Dakar. Em 2014, o Tour foi cancelado devido à epidemia do vírus Ebola.

## Palmarés
| Ano  | Ganhador                                                         | Segundo                                                          | Terceiro                                                         |
| ---- | ---------------------------------------------------------------- | ---------------------------------------------------------------- | ---------------------------------------------------------------- |
| 1987 | Igor Luchinko                                                    | Oleg Vassiliev                                                   | Sayouba Zongo                                                    |
| 1988 | Mady Kaboré                                                      | Souleymane Belem                                                 | Sayouba Zongo                                                    |
| 1989 | Maxime Ouedraogo                                                 | Moussa Ouedraogo                                                 | Amadou Amani                                                     |
| 1990 | Aimé Zongo                                                       | Saïdou Rouamba                                                   | Maxime Ouedraogo                                                 |
| 1991 | Saidou Rouamba                                                   | Bernard Wyina                                                    | Moussa Ouedraogo                                                 |
| 1992 | Philippe Lepeurien                                               | Jean-Marie Tognini                                               | Aimé Zongo                                                       |
| 1993 | Maurice Sawadogo                                                 | Ernest Zongo                                                     | Guendour Oumar                                                   |
| 1994 | Karim Yameogo                                                    | Maurice Sawadogo                                                 | Sylvain Tondé                                                    |
| 1995 | Ernest Zongo                                                     |                                                                  |                                                                  |
| 1996 | Guido Fulst                                                      | Michael Link                                                     | Sven Landwehrkamp                                                |
| 1997 | Ernest Zongo                                                     | Jean-Baptiste Kouassi                                            | Nourgo Bamba                                                     |
| 1998 | Jacques Castan                                                   | Kurt Van Landeghem                                               | Patrick Chevalier                                                |
| 1999 | Saïd Mosry Sald                                                  | Ondrej Slobodnik                                                 | Mohammed Kholafy                                                 |
| 2000 | Mychajlo Chalilov                                                | Dimitri Pavi Degl'Innocenti                                      | Karl Pauwels                                                     |
| 2001 | Joost Legtenberg                                                 | Abdelatif Saadoune                                               | Maarten Tjallingii                                               |
| 2002 | Abdelati Saadoune                                                | Alexandre Lecocq                                                 | Hamado Pafadnam                                                  |
| 2003 | Maarten Tjallingii                                               | Thierry David                                                    | Kay Kermer                                                       |
| 2004 | Sawadogo Abdul Wahab                                             | Thierry David                                                    | Michle Lelievre                                                  |
| 2005 | Rabaki Jérémie Ouédraogo                                         | Saïdou Rouamba                                                   | Karel Pattyn                                                     |
| 2006 | David Verdonck                                                   | Martinien Tega                                                   | Julien Gonnet                                                    |
| 2007 | Adil Jelloul                                                     | Sadrak Teguimaha                                                 | Mouhssine Lahsaini                                               |
| 2008 | Guy Smet                                                         | Laurent Donnay                                                   | Sadrak Teguimaha                                                 |
| 2009 | Abdelati Saadoune                                                | Mouhcine Lahsaini                                                | Mohammed Said Elammoury                                          |
| 2010 | Julien Schick                                                    | Rasmane Ouedraogo                                                | Damien Leguay                                                    |
| 2011 | Hamidou Zibweiba                                                 | Martinien Tega                                                   | Rasmane Ouedraogo                                                |
| 2012 | Rasmane Ouedraogo                                                | Abdoul Nikiéma                                                   | Leander Schreurs                                                 |
| 2013 | Abdoul Aziz Nikiéma                                              | Issiaka Cissé                                                    | Yannick Lontsi                                                   |
| 2014 | edição não realidada devido à Surto de ébola na África Ocidental | edição não realidada devido à Surto de ébola na África Ocidental | edição não realidada devido à Surto de ébola na África Ocidental |
| 2015 | Mouhcine Lahsaini                                                | Mohamed Er Rafai                                                 | Mathias Sorgho                                                   |
| 2016 | Harouna Ilboudo                                                  | Vincent Graczyk                                                  | Zemenfes Solomon                                                 |
| 2017 | Salaheddine Mraouni                                              | Simon Musie                                                      | Mathias Sorgho                                                   |
| 2018 | Mathias Sorgho                                                   | Sjors Handgraaf                                                  | Dieter Bouvry                                                    |
| 2019 | Dário António                                                    | Bruno Araujo                                                     | Jonas Döring                                                     |

## Palmarés por países
| País            | Vitórias |
| --------------- | -------- |
| Burquina Fasso  | 14       |
| Marrocos        | 5        |
| França          | 3        |
| Países Baixos   | 2        |
| Bélgica         | 2        |
| União Soviética | 1        |
| Alemanha        | 1        |
| Egito           | 1        |
| Ucrânia         | 1        |
| Costa do Marfim | 1        |
| Angola          | 1        |